# Fininvest
Fininvest S.p.A. (сокр. от Finanziaria Investimenti) — итальянская холдинговая компания. Основал компанию Сильвио Берлускони, владельцем контрольного пакета акций является его семья (по состоянию на 2001 год им принадлежало 96 %; 6 июля 2023 года, после смерти Сильвио Берлускони, его старшие дети Марина и Пьер Сильвио вместе получили контрольный пакет — 53 %). Президент компании — дочь Берлускони Марина Берлускони.

## История
Компания Fininvest была основана в 1975 году, она стала холдинговой компанией для различных активов Берлускони. В 1977 году была куплена доля в издательстве Società Europea di Edizioni, выпускавшие Il Giornale (продана в 1990 году). В 1978 году принадлежавший холдингу кабельный телеканал Telemilano начал эфирное вещание в Ломбардии. В 1979 году были учреждены телекомпания Reteitalia и рекламное агентство Publitalia ’80. В 1980 году Telemilano был переименован в Canale 5 и начал национальное вещание (через 16 купленных частных региональных компаний, поскольку закон запрещал частное национальное вещание). В 1982 году совместно с Эннио Дорисом была учреждена финансовая компания Programma Italia. В 1984 году была куплена телекомпания Retequattro. В 1985 году была куплена доля в издательстве Arnoldo Mondadori Editore, в 1991 году оно было поглощено полностью. В 1986 году был куплен ФК «Милан». В том же году компания запустила свой телеканал во Франции (La Cinq, закрыт в 1992 году), а в следующем году — в Германии (Telefünf). В 1988 году была куплена дистрибьюторская фирма Standa (продана в 1998 году). В 1990 году был запущен испанский телеканал Telecinco. В 1995 году была основана кинокомпания Medusa Film. Две дочерние компании, Mediaset (телевещание) и Mediolanum (финансы) провели IPO. В 1997 году был создан Banca Mediolanum, вобравший в себя Programma Italia и Mediolanum. В 2005 году была куплена радиокомпания R101. В 2006 году было куплено французское издательство Emap France. В 2007 году была приобретена доля в производителе телепрограмм Endemol. В 2017 году ФК «Милан» был продан, в следующем году был приобретен ФК «Монца». В 2019 году началась реорганизация Mediaset в MediaForEurope, европейскую телевизионную группу, преобразование было завершено в 2021 году.

## Структура
Основные составляющие группы Fininvest:
- Banca Mediolanum — итальянский банк, кроме банковских услуг также занимается страхованием и управлением активами, имеет филиалы и Испании и Германии; доля 30 %;
- MediaForEurope (ранее Mediaset) — итальянская телекомпания, ведёт эфирное и потоковое вещание в Италии и Испании, также включает кинокомпанию Medusa и имеет 40-процентную долю в операторе телевизионных башен EI Towers; доля 48 %;
- Arnoldo Mondadori Editore — крупнейшее издательство Италии, выпускает книги и журналы, в частности, Panorama; доля 53 %;
- ФК «Монца» — футбольный клуб, куплен в 2018 году;
- Teatro Manzoni[итал.] — театр, купленный в 1978 году.

## Критика
Основатель компании, Сильвио Берлускони, был фигурантом нескольких расследований и уголовных дел. Одним из обвинений было то, что холдинг Fininvest был основан на деньги мафиозной группировки Коза Ностра и впоследствии использовался для легализации доходов мафии. Следственная группа установила, что холдинг контролировался Берлускони через 22 холдинговые компании; средства переходили от одной компании к другой, но установить их происхождение не удалось. На этом следственная группа прекратила работу из-за истечения срока её полномочий.
Большой резонанс в Италии приобрело дело о покупке издательства Arnoldo Mondadori Editore. В 1989 году Mondadori было куплено промышленной группой CIR, но в 1991 году по решению суда было передано под контроль Fininvest. Позже адвокат Берлускони, Чезаре Превити, был осуждён за дачу взятки судье в этом деле.